# Chaetosiphon chaetosiphon
Chaetosiphon chaetosiphon är en insektsart. Chaetosiphon chaetosiphon ingår i släktet Chaetosiphon och familjen långrörsbladlöss.

## Underarter
Arten delas in i följande underarter:
- C. c. chaetosiphon
- C. c. montanum